# NGC 6634
NGC 6634 est groupe d'étoiles, un astérisme en quelque sorte, situé dans la constellation du Sagittaire,. L'astronome français Nicolas-Louis de Lacaille a découvert ce groupe d'étoiles en 1751
Malgré ce qui est indiqué sur les bases de données NASA/IPAC et HyperLeda, NGC 6634 n'est pas l'amas globulaire M69,. Ce dernier dans le New General Catalogue est désigné comme NGC 6637.